# Uncollected (album de Galaxie 500)
Albums de Galaxie 500
This Is Our Music
(1990) Copenhagen
(1997)
Uncollected est un album de raretés de Galaxie 500, publié en 1996 et inclus dans le coffret consacré au groupe par le label Rykodisc. Il a été également publié séparément par le même label, en 2004.

## Titres
Tous les titres ont été écrits par Galaxie 500, sauf mention contraire.
1. Cheese and Onions (The Rutles) - 3:05
2. Them - 3:42
3. Final Day (Young Marble Giants) - 2:54
4. Blue Thunder (w/sax) - 3:47
5. Maracas Song - 3:53
6. Crazy - 1:54
7. Jerome - 2:46
8. Song in 3 - 3:26
9. Oblivious - 3:21
10. I Can't Believe It's Me - 3:57
11. Walking Song - 2:51
12. The Other Side - 4:55
13. On the Floor - 2:49
14. Rain / Don't Let Our Youth Go to Waste (The Beatles / Jonathan Richman) - 8:52